# Mumitroldene (tv-serie fra 1977)
 For alternative betydninger, se Mumitroldene (flertydig). (Se også artikler, som begynder med Mumitroldene)
Mumitroldene er en polsk stop motion animeret tv-serie produceret i 1977-1982, baseret på Tove Janssons bøger om Mumitroldene. Serien blev oprindeligt produceret af Se-ma-for og Júpiter Films for polsk, østrigsk og vesttysk tv. Figurerne præsenteres i form af dukker.